# Igor Iljitsch Bondarenko
Igor Iljitsch Bondarenko (russisch Игорь Ильич Бондаренко; * 14. Oktober 1926 in Kiew; † 5. Mai 1964 in Obninsk) war ein sowjetischer Physiker (Reaktorphysik und Kernphysik).
Er war stellvertretender Direktor des Instituts für Physik und Energie (IPPE) des Staatlichen Komitees für die Nutzung der Atomenergie in der UdSSR in Obninsk. Er war dort seit seinem Abschluss 1950 an der Lomonossow-Universität. Am 1945 gegründeten IPPE (damals Labor „V“ – russisch Лаборатория „В“) wurde das erste kommerzielle sowjetische Kernkraftwerk entwickelt. Bondarenko mass die grundlegenden physikalischen Größen (Wirkungsquerschnitte für Spaltung, Anzahl sekundärer Neutronen, Verhältnis von Spaltung und Neutroneneinfang) für schnelle Neutronen, wichtig für die Entwicklung von Brutreaktoren. Daraus entstand 1954 seine Dissertation (Kandidatentitel). Weitere Messungen von ihm und seiner Gruppe legten bis 1958 die Grundlagen für die Berechnung von Reaktoren mit schnellen Neutronen in der Sowjetunion.
Im Jahr 1964 erschien das Fachbuch Gruppenkonstanten für die Berechnung von Kernreaktoren, etwa gleichzeitig in russischer und englischer Sprache, das in seiner Arbeitsgruppe entstand. Es erlangte hohe Wertschätzung und wurde mehrfach neu aufgelegt, nach Bondarenkos Tod unter Federführung von Mark Nikolaewitsch Nikolaew. Bondarenko experimentierte aber mit seiner Gruppe noch über weitere Aspekte der Neutronenphysik und Kernspaltung und auch in Experimenten zur Kernphysik, die nichts mit Kerntechnik zu tun haben, sowie mit Plasmaphysik.
Er entwarf auch eine Reihe von Reaktoren mit schnellen Neutronen (wie den Fast Pulse Reactor, FPR; 1960 im JINR in Dubna in Betrieb genommen). Er war auch an der Entwicklung der Schnellen Reaktoren BR 1, 2, 5 und anderen in Obninsk beteiligt, zum Beispiel am Kontrollsystem.
Ein weiterer Schwerpunkt seiner Arbeit war Strahlenschutz.
1960 erhielt er den Leninpreis und 1971 den Staatspreis der UdSSR. Seit 1953 war er Mitglied der KPdSU.

## Quelle
- In memoriam: Igor Il´ich Bondarenko, Soviet Atomic Energy, Juni 1964, Heft 6, 593–595